# جوني ريغان
جوني ريغان (بالإنجليزية: Johnny Reagan)‏ هو لاعب كرة قاعدة أمريكي، ولد في 31 مايو 1926 في بسمارك في الولايات المتحدة، وتوفي في 14 ديسمبر 2018.